# Rinzai
Het rinzai of de rinzai-school is een van de drie grote stromingen van het zen binnen het Japans boeddhisme.

## Lin-chi
Lin-chi I-hsüan (Japans: Rinzai Gigen, gestorven 866) was een befaamde Chinese chan-leraar. Hij was een leerling van Huang-po. Na uitvoerige studie van de boeddhistische soetras en wijsbegeert richtte hij zich op zijn 25ste op het bereiken van daadwerkelijk inzicht. In de overgeleverde verslagen van zijn onderricht ligt de nadruk op 'schok-methodes' om de leerlingen tot daadwerkelijk begrip van de boeddhistische leer te brengen:

"De meester vroeg aan non: 'Welkom? Niet welkom?' De non slaakte een katsu. De meester hield zijn stok omhoog en zei: 'Spreek, spreek!' De non slaakte een katsu. De meester sloeg haar."
Het zijn deze spectaculaire korte anekdotes die, door ze achter elkaar te plakken, hebben bijgedragen aan het beeld van zenmeesters als paradoxale en wild-meppende mannen. Feitelijk bevatten Rinzais overgeleverde uitspraken veel referenties aan de boeddhistische leer. Kennis van deze leer maakt de uitspraken een stuk begrijpelijker.

## Rinzai-school

### China
Zijn school was een van de 'Vijf Huizen' uit de Chinese Tang-periode.

### Japan
Rinzai is de Japanse versie van de Chinese Linji-school. Tijdens de Chinese Tang-dynastie (618-907), de klassieke 'Gouden Eeuw' van het Chinese chan waren er al zenleraren die naar Japan kwamen. Maar pas tijdens de Japanse Kamakuraperiode (1185-1333) werd zen een aparte school in Japan.
De monnik Myōan Eisai bezocht China in 1168, en vervolgens van 1187-1191. Bij terugkomst vestigde hij in 1191 een tempel in Kyushu. In 1199 vestigde hij tempels in Kamakura en Kyoto. Deze tempels waren Tendai-tempels, waar sterk de nadruk werd gelegd op meditatie, als zijnde een terugkeer naar de essentie van het boeddhisme.
In de 13e en begin 14e eeuw bloeide de rinzai-zen in Kamakura en Kyoto, dankzij de steun van het Kamakura Shogunaat. Door Shuho Myocho (Daito Kokushi, 1283-1337) en Musō Soseki (1275–1351) kreeg de stroming zijn eigen Japanse identiteit.
Rinzai was in zijn begindagen vaak in scherp contrast met soto, een andere stroming van zen die vooral onder het volk populariteit genoot. Rinzai was vooral populair onder samoerai, en stond daarom ook wel bekend als samoerai-zen.
Daar rinzai meer werd beoefend door de hogere klassen, droeg het sterk bij aan Japanse kunsten als kalligrafie, schilderen, theeceremonies, tuinieren en zelfs vechtsport.

## Beoefening
Rinzai legt de nadruk op kensho ("de eigen ware aard zien"), als toegangspoort naar een bevrijde manier van leven. Het gebruik van koans neemt hierbij een centrale plaats in. Rinzai is bekend om de strengheid van de trainingsmethoden.
Een van de trainingsmethode is zazen: zazen of zittende meditatie (Japans: 座禅; letterlijk "zittende aandacht") is de meditatievorm die beoefend wordt in het Zen-boeddhisme. Zazen wordt beoefend om bevrijd te raken van lijden, door het realiseren van een kalme, wakkere geest die niet wordt gehinderd door hevige emoties en illusies. Deze meditatie wordt beoefend in een zendo.

## Organisatie

### De vijf bergen
Dit is een systeem van Zen-tempels gecreëerd en gesponsord door de staat. De term 'berg' staat voor 'tempel' of 'klooster'. Deze term wordt toegepast omdat vele van deze tempels op geïsoleerde bergen staan. In Japan werd dit systeem uit India geadopteerd tijdens de Kamakuraperiode. Het is een systeem bestaande uit tien tempels, vijf in Kioto en vijf in Kamakura. Deze tempels dienen als een soort van gouvernementele bureaucratie. Het Ashikaga-shogunaat werd door dit systeem geholpen om de uniformiteit van het huidige rijk te behouden.

### De hoofdtempels
De rinzai-school is onderverdeeld in véértien afdelingen, elke afdeling bezit zijn eigen hoofdtempel. In deze tempels, die ook wel "school" genoemd worden, wordt de Rinzai-zen aangeleerd. Elke tempel heeft wel dezelfde centrale gedachten maar, ze worden anders aangebracht. Elke tempel heeft zijn eigen geschiedenis, zijn eigen stichter en zijn eigen functie binnen de maatschappij. Deze functies worden zowel op politiek als op religieus vlak beïnvloed. Hier vindt u een overzicht met alle tempels:
- Kennin-ji  (1202)
- Tofuku-ji (1236, gesticht door Enni Ben'en, 1202–1280)
- Kencho-ji (1253)
- Engaku-ji (1282)
- Nanzen-ji (1291, gesticht door Muso Soseki)
- Kokutai-ji (1300)
- Daitoku-ji (1315, gesticht door Shuho Myocho)
- Kogaku-ji (1380)
- Myoshin-ji (gesticht in 1342 door Kanzan Egen)
- Tenryu-ji (1339, gesticht door Muso Soseki)
- Eigen-ji (1361)
- Hōkō-ji (1384)
- Shokoku-ji (1382)
- Buttsu-ji (1397, bijhorend tot de Tenryu-ji tot 1905)